# Steve Harris (Schauspieler)
Steve Harris (* 3. Dezember 1965 in Chicago, Illinois) ist ein US-amerikanischer Schauspieler.

## Leben und Leistungen
Harris, Sohn eines Busfahrers, besuchte eine Privatschule und schloss ein Studium der Dramaturgie an der Northern Illinois University ab. Anschließend studierte er an der University of Delaware. Der Schauspieler debütierte in einer kleinen Nebenrolle in dem Actionfilm Don't Mess with My Sister aus dem Jahr 1985. In dem Thriller Sugar Hill (1994) trat er an der Seite von Wesley Snipes auf.
In den Jahren 1997 bis 2004 spielte Harris in 166 Folgen der 168-teiligen Fernsehserie Practice – Die Anwälte. Diese Rolle brachte ihm in den Jahren 1999 und 2000 Nominierungen für einen Emmy ein. In den Jahren 1999, 2000 und 2001 war er gemeinsam mit den anderen Beteiligten der Serie für den Screen Actors Guild Award nominiert. In den Jahren 1999, 2000, 2001, 2002, 2004 und 2005 war er für einen Image Award, in den Jahren 1998, 1999 und 2000 für einen Viewers for Quality Television Award und im Jahr 2004 für einen Prism Award nominiert.
In der Komödie Diary of a Mad Black Woman (2005) spielte er an der Seite von Kimberly Elise eine der größeren Rollen, für die er im Jahr 2005 für einen Black Movie Award nominiert war. In dem Filmdrama The Unseen aus dem gleichen Jahr übernahm er eine der Hauptrollen. 2008 verkörperte er in dem Horrorfilm Quarantäne  die Rolle des Kameramanns der Fernsehreporterin Angela Vidal (Jennifer Carpenter).

## Filmografie (Auswahl)
- 1985: Don’t Mess with My Sister
- 1988: Sieben Stunden Angst (Seven Hours to Judgment)
- 1994: Sugar Hill
- 1994: Against the Wall (Fernsehfilm)
- 1996: The Rock – Fels der Entscheidung (The Rock)
- 1997–2004: Practice – Die Anwälte (The Practice, Fernsehserie)
- 2000: The Skulls – Alle Macht der Welt (The Skulls)
- 2001: Band of Brothers – Wir waren wie Brüder (Fernsehserie, 10 Folgen)
- 2002: Minority Report
- 2003: Haus über Kopf (Bringing Down the House)
- 2004: Death and Texas
- 2004–2006: The Batman (Fernsehserie)
- 2005: Das verrückte Tagebuch (Diary of a Mad Black Woman)
- 2005: The Unseen
- 2006: Grey’s Anatomy (Fernsehserie, 1 Folge)
- 2007: Protect and Serve
- 2008: Eli Stone (Drei Folgen)
- 2008: Quarantäne (Quarantine)
- 2009: Zwölf Runden (12 Rounds)
- 2010: Takers – The Final Job (Takers)
- 2012: Awake (Fernsehserie, 13 Folgen)
- 2014: Legends (Fernsehserie)
- 2014: Navy CIS (Fernsehserie, 1 Folge)
- 2017: Burning Sands
- 2018: The First Purge
- 2020: Filthy Rich (Fernsehserie)
- 2021: Law & Order: Organized Crime (Fernsehserie, 3 Folgen)
- 2021: BMF (Fernsehserie)